# Besatz (Kleidung)
Besatz ist in der Textilbranche der Sammelbegriff für Tressen, Borten, Litzen, Bänder, Blenden, Pailletten, Spitzen und Stickereien (Posamenten) als Dekor, Paspel oder als Garnierung.
Der Besatz wird angewendet, um Ausschnitte oder Manschetten einzufassen, um modische Effekte zu erzielen und um Kleidungsstücke oder Heimtextilien auszuschmücken oder zu verschönern.
In der Pelzbranche wird unter einem  Besatz (Pelzbesatz) dagegen ein auf Textilteile aufgesetzter Pelz bezeichnet, vor allem ein Pelzkragen. Zu Zeiten entsprechend großer Nachfrage gab es als Sparte der Kürschnerei eine eigene Besatzindustrie.